# Leander squilla
Leander squilla is een garnalensoort uit de familie van de Palaemonidae.